# 钉柱委陵菜
钉柱委陵菜（学名：[Potentilla saundersiana] 错误：{{Lang}}：文本有斜体标记（帮助））为蔷薇科委陵菜属的植物。分布在不丹、锡金、尼泊尔、印度以及中国大陆的西藏、青海、山西、宁夏、四川、新疆、云南、甘肃、陕西等地，生长于海拔2,600米至5,150米的地区，多生于多石山顶、高山灌丛、山坡草地和草甸，目前尚未由人工引种栽培。

## 异名
- Potentilla saundersiana Royle var. caespitosa (Lehm.) Wolf
- Potentilla saundersiana Royle var. jacquemontii Franch.
- Potentilla saundersiana Royle var. subpinnata Hand.-Mazz.